# Hooper (Utah)
Hooper é uma Região censo-designada localizada no estado norte-americano de Utah, no Condado de Weber.

## Demografia
Segundo o censo norte-americano de 2000, a sua população era de 3926 habitantes.

## Geografia
De acordo com o United States Census Bureau tem uma área de
30,3 km², dos quais 29,9 km² cobertos por terra e 0,4 km² cobertos por água.

## Localidades na vizinhança
O diagrama seguinte representa as localidades num raio de 8 km ao redor de Hooper.